# Reinerton
Reinerton es un lugar designado por el censo ubicado en el condado de Schuylkill en el estado estadounidense de Pensilvania. Según el censo de 2020, tiene una población de 456 habitantes.
A todos los efectos prácticos, es un barrio de Tower City.

## Geografía
Está ubicado en las coordenadas 40°35′29″N 76°32′9″O / 40.59139, -76.53583. Según la Oficina del Censo de los Estados Unidos, tiene una superficie total de 1.20 km², correspondientes en su totalidad a tierra firme.

## Demografía
Según el censo de 2020, hay 456 personas residiendo en la zona. La densidad de población es de 380,00 hab./km². El 95.2% de los habitantes son blancos, el 0.2% es afroamericano, el 0.2% es asiático, el 0.2% es de otra raza y el 4.2% son de una mezcla de razas. Del total de la población, el 1.3% son hispanos o latinos de cualquier raza.